# 小行星3174
小行星3174（3174 Alcock）是一颗绕太阳运转的小行星，为主小行星带小行星。该小行星于1984年10月26日发现。
該小行星以英國天文學家喬治·阿爾科克命名。

## 轨道参数
小行星3174的轨道半长轴为3.1464036 UA，离心率为0.174。